# Gerardus van den Wildenberg
Gerardus van den Wildenberg (Eindhoven, 18 oktober 1741 - Eindhoven, 25 januari 1825) is een voormalig burgemeester van de Nederlandse stad Eindhoven. Van den Wildenberg werd geboren als zoon van Walrandus van den Wildenberg en Adriana van den Grootenbreugel. Hij was burgemeester van Eindhoven in 1789 en 1790.
Hij stierf ongehuwd.